# John Vecchiarelli
John Vecchiarelli (Toronto, 4 luglio 1964) è un ex hockeista su ghiaccio canadese naturalizzato italiano.
Ha vinto per tre volte il campionato italiano (una con la maglia del Milano Saima e due con quella dei Devils Milano/Milan Hockey).
Con la maglia della nazionale italiana ha disputato un mondiale (1993), due mondiali di gruppo B e i giochi olimpici di Albertville 1992.

## Palmarès

### Club
- Campionato italiano: 3

Milano Saima: 1990-1991
Devils Milano: 1992-1993, 1993-1994
- Western Professional Hockey League: 1

Shreveport Mudbugs: 1998-1999

### Individuali
- MVP della Western Professional Hockey League: 1

1998-1999